# 第一流行鋼琴教室
第一流行鋼琴教室（PIANIST）是一間鋼琴教室，於2006年創立。2020年2月，新冠肺炎在香港爆發，全港學校停課；PIANIST推出「流動琴室」（又名飄流琴室、貨車琴室）。這是把流動廣告車的貨櫃改造成琴室。

## 歷史
- 2017年開設首間音樂中心，為上班族提供學琴課程。[7]
- 2020年2月，把流動廣告車的貨櫃改造成琴室。[8]
- 2024年9月  Pianist第一流行曲鋼琴教室欠供強積金5個月積金局：正跟進投訴(更新) 本港消費市道疲弱，繼大型琴行「通利琴行」兩分店接連結業後，另有小型鋼琴教室疑欠供強積金，《am730》收到消息指，「Pianist第一流行曲鋼琴教室」已欠供多月員工的薪金及強積金等。